# Paddy Breathnach
Paddy Breathnach (Dublin, Irlanda, 1964) é um produtor e cineasta irlandês que ficou conhecido por filmar os filmes tais como: De Cabelos em Pé (Blow Dry) (2001) e Alucinação (Shrooms) (2006).
Paddy Breathnach é amigo do compositor italiano Dario Marianelli.